# Fábio Pinto
Pour les articles homonymes, voir Pinto.
Fábio Pinto (né le 9 octobre 1980 à Itajaí) est un footballeur brésilien. Il est attaquant.

## Palmarès
- Vainqueur de la Coupe du monde des moins de 17 ans 1997 avec le Brésil
- Championnat de l'État du Rio Grande do Sul en 1997 et 2002 avec l'International Porto Alegre